# Cañoncito
|  | Per a altres significats, vegeu «cañoncitos de dulce de leche». |

Cañoncito és una àrea no incorporada a l'estat de Nou Mèxic (Estats Units).
Cañoncito és a la carretera estatal 14 de Nou Mèxic a 13,5 milles (21,7 km) a l'est del centre d'Albuquerque.